# Abstatt
Abstatt este o comună din landul Baden-Württemberg, Germania.